# Dongyi
Dongyi (chiń. 东夷) – starożytny lud kształtujący się w okresie dynastii Xia. Lud ten zamieszkiwał terytorium współczesnej prowincji Szantung, prowadził osiadły tryb życia oraz potrafił obsługiwać łuk, a także produkować ceramikę i wyroby z brązu.